# Amadou Abdramane
Amadou Abdramane (arabisch أمادو عبدالرحمٰن) ist ein nigrischer Oberst der Luftwaffe, der seit dem Militärputsch in Niger 2023 als Sprecher des Nationalen Rates für den Schutz des Vaterlandes fungiert.
Am 26. Juli 2023 verkündete er in einer Fernsehansprache den Sturz der Regierung von Präsident Mohamed Bazoum und kündigte Maßnahmen wie die Aussetzung der nigrischen Verfassung, die Schließung der Grenzen, die Aufhebung aller Institutionen und eine landesweite Ausgangssperre an.